# 1976 في اليونان
فيما يلي قوائم الأحداث التي وقعت خلال عام 1976 في اليونان.

## سياسة

### تعيين في المنصب
- 10 سبتمبر – كونستانتينوس ستيفانوبولوس Minister of Social Services of Greece ‏.

### انتهاء فترة المنصب
- 10 سبتمبر – كونستانتينوس ستيفانوبولوس Greek Minister of the Interior  [لغات أخرى]‏.

## مواليد

### يناير
- 3 يناير – أنجيلوس باسيناس لاعب كرة قدم يوناني.
- 11 يناير – إفثيميوس رينتزياس لاعب كرة سلة يوناني.
- 31 يناير – ترايانوس ديلاس

### فبراير
- 15 فبراير – جورجيوس كاراجكوتيس لاعب كرة سلة يوناني.

### مارس
- 30 مارس – ديميتريس ديسبوس لاعب كرة سلة يوناني.

### أبريل
- 4 أبريل – كوستاس تشارالامبيديس لاعب كرة سلة يوناني.

### مايو
- 14 مايو – ديميتريوس مارمارينوس لاعب كرة سلة يوناني.

### يونيو
- 3 يونيو – نيكوس تشاتزيس

### يوليو
- 9 يوليو – كريستوس تشاريسيس لاعب كرة سلة يوناني.
- 24 يوليو – أنطونيوس أسيماكوبولوس لاعب كرة سلة يوناني.

### أغسطس
- 1 أغسطس – ألكسيس فاليكاس لاعب كرة سلة يوناني.
- 18 أغسطس – باراسكيفاس أنتزاس لاعب كرة قدم يوناني.

### سبتمبر
- 10 سبتمبر – فاسيليس لاكيس لاعب كرة قدم يوناني.

### أكتوبر
- 29 أكتوبر – جورجيوس كاليتزيس لاعب كرة سلة يوناني.

### نوفمبر
- 10 نوفمبر – أمبروس أثاناسولاس سائق رالي يوناني.
- 29 نوفمبر – ميكاليس كاكيوزيس لاعب كرة سلة يوناني.

## وفيات

### أغسطس
- 22 أغسطس – جينا باخوير (مواليد 1913) عازفة بيانو يونانية.